# Baekseok-eup
Baekseok-eup (koreanska: 백석읍) är en köping i den norra delen av Sydkorea. 24 km norr om huvudstaden Seoul. Den ligger i kommunen Yangju i provinsen Gyeonggi.